# Far Cry 5
 (novembre 2018).
Far Cry 5 est un jeu vidéo de tir à la première personne, d'action-aventure édité par Ubisoft et développé conjointement par les studios Ubisoft Montréal et Ubisoft Toronto. Après un premier teaser le 22 mai 2017, il est annoncé officiellement le 26 mai 2017, et sa sortie a lieu le 27 mars 2018.
Le jeu contient un monde ouvert, lequel a pour cadre le comté fictif de Hope County dans le Montana aux États-Unis, à l'époque contemporaine.
Un opus standalone, faisant suite au jeu nommé Far Cry: New Dawn est sorti le 15 février 2019, se situant 17 ans après les événements du jeu.
Un DLC (downloadable content ou contenu additionnel téléchargeable) de Far Cry 6, l'opus suivant, est centré sur le personnage de Joseph Seed et reprend place dans un Hope County fantasmé par l'esprit de Joseph et dont l'esthétique de la secte a une forte influence. Le Père doit y affronter les membres de sa secte, combattre ses démons intérieurs ainsi que ses erreurs. Le DLC est sorti le 8 février 2022. 

## Trame
Dans le comté fictif d'Hope County, un leader fanatique du nom de Joseph Seed, appelé "Le Père" a pris le contrôle de la région accompagné de sa Famille (ses deux frères, John et Jacob ainsi que sa sœur adoptive Faith) et de ses fidèles. Joseph Seed prétend avoir été choisi par Dieu pour sauver les habitants d'Hope County de "l'Effondrement" (l'Apocalypse). Son groupe est appelé Eden's Gate (les "Portes du Paradis" en français). C'est une importante secte apocalyptique très militarisée usant d'armes lourdes, d'une drogue dérivée de la scopolamine appelée "la Grace" (the Bliss en anglais), de tortures physiques et psychologiques ainsi que d'un sentiment puissant de peur chez les habitants du comté. D'autres preuves d'actes de violence peuvent être aperçus au cours du jeu, comme des sacrifices, des "baptêmes" parfois jusqu'à la noyade, des prises d'otages, des meurtres ainsi que la création "d'Anges". (Les "Anges" sont d'anciens habitants d'Hope County dont la quantité de drogue injectée fut tellement grande qu'ils furent zombifiés, ils sont utilisés pour les tâches difficiles de travail dans les champs de Grace ou en guise de soldats. La drogue crée chez eux une importante résistance aux balles.)
Le personnage jouable est un shérif adjoint qui débarque par hélicoptère à Hope County accompagné du Shérif Whitehorse, des officiers Hudson et Pratt ainsi que d'un Marshall fédéral des États-Unis d'Amérique détenant un mandat pour l'arrestation de Joseph Seed pour enlèvement et séquestration. Après le crash de l'hélicoptère en introduction du jeu, les officiers Hudson et Pratt ainsi que le Marshall sont enlevés par la secte. Le rôle du shérif adjoint sera de sauver les officiers et le Marshall ainsi que de tuer les lieutenants de la secte (John Seed, Jacob Seed et Faith Seed) afin de la démanteler. 

### Fin
Le jeu possède 3 fins différentes, 1 alternative et 2 variantes.

#### Fin alternative
Il s'agit d'une fin secrète se trouvant au début du jeu, comme pour Far Cry 4 (considéré d’ailleurs comme une référence à ce dernier). Lorsque le Marshal demande au joueur de menotter Joseph, le joueur n'a qu'a attendre et ne rien faire dans une ambiance pesante, puis, a un certain moment le Shérif décidera que le groupe s'en aille sous l’incompréhension du Marshall qui menace de le faire arrêter lui et le joueur, avant de sortir de l'église dans laquelle ils se trouvent. Il est à noter que Joseph prononce les mêmes phrases que dans son discours avant de faire le choix de résister ou de s'en aller à la fin du jeu si le joueur a fait la campagne.

#### Fin: résister (fin nucléaire)
Après avoir libéré les 3 régions et tué les 3 membres de la famille de Joseph, le joueur se rend sur l’île de ce dernier, qui est le lieu du début du jeu, et fait face à Joseph. Ce dernier lui laisse le choix entre s'en aller avec ses coéquipiers ou résister, car il a mentalement pris le contrôle, grâce à la Grâce, de tous les alliés du joueur rencontrés au cours du jeu et qui ont en otage ses coéquipiers, il termine ensuite en disant que "Dieu le regarde". Si le joueur décide de résister, le joueur combattra Joseph tout en libérant ses alliés de son emprise dans une sorte d'hallucination durant une tempête, provoqué par Joseph en renversant deux barils de Grâce. Le joueur finit par vaincre Joseph qui se fait arrêter par le Shérif, Joseph demande à Dieu de lui pardonner ainsi qu'à ses alliés car ils ne savent pas ce qu'ils font, selon lui, et récite un verset de sa composition. Lorsqu'il finit, une explosion nucléaire apparaît et enflamme la région, le joueur et ses coéquipiers montent dans une voiture et essaient de rejoindre le bunker de Dutch. La voiture fait un tonneau et tous les coéquipiers du joueur meurent, ce dernier est sauvé par Joseph qui l’amène dans le bunker. Lorsque le joueur se réveille, il découvre que Joseph a éliminé Dutch, et qu'il est menotté à la couchette, comme au début du jeu. On peut alors faire des parallèles entre la situation du début et celle de la fin, Joseph remplaçant Dutch. Joseph - qui commence sa phrase exactement par les mots de Dutch - lui dit alors que les politiciens se sont tus, les entreprises démantelés et que le monde a été "purifié par le feu divin" (ce qui veut, entre autres, dire que le monde est entré dans une guerre nucléaire) mais insiste que, par-dessus tout, cela signifiait qu'il avait raison. Il avait attendu cette "prophétie de Dieu" et préparé sa famille à ça et qu'il devrait le tuer pour les lui avoir enlevé, mais qu'il est tout ce qu'il lui reste. Il termine en disant au joueur qu'il est son Père et lui son enfant et qu'ils marcheront vers la lumière lorsque le monde sera prêt à renaître. Le jeu se termine à ce moment-là et les crédits apparaissent. L'explosion nucléaire de cette fin sert de toile de fond dans le standalone Far Cry: New Dawn.

#### Fin: s'en aller
Pour cette fin, si le joueur choisit d'accepter la proposition de Joseph de s'en aller avec ses coéquipiers, le joueur et ses coéquipiers partent dans une voiture en laissant leurs alliés toujours sous l’emprise de Joseph. Alors que le Shérif dit qu'ils reviendront pour Joseph, il allume la radio, qui émet la musique"Only You", qui a un effet de conditionnement sur le joueur, comme Jacob, le grand frère de Joseph, l'avait fait pour lui, le jeu s’arrête lorsque le Shérif demande au joueur s'il va bien et le jeu se termine en laissant le doute au spectateur de la suite. Bien que considérée comme la bonne fin, elle est néanmoins à relativiser dans les critères qui font justement d'elle une bonne fin.
Note : il est important de noter que dans tous les cas, Joseph, l'antagoniste principal, gagne toujours sous une certaine perspective, une première dans la franchise .

## Personnages (alliés et ennemis)

### le protagoniste et ses alliés
- l'Officier (le joueur) : C'est le personnage que le joueur incarne, il est muet (une première depuis Far Cry 2[2]) et est nouveau dans les forces de l'ordre. Il sera sauvé par Dutch et devra monter une résistance pour contrer Joseph Seed et libérer ses coéquipiers.
- Marshall Cameron Burke (VF : Bertrand Liebert) : Un agent spécial du gouvernement envoyé avec un mandat pour arrêter Joseph et le remettre aux autorités pour ses actions. Il sera retenu en otage par Faith Seed.
- Shérif Earl Whitehorse (VF : Jean-François Aupied) : Un Shérif qui est le supérieur de l'officier, qui connait les antagonistes, que tout le monde appelle "les cinglés", et qui sait qu'il ne faut pas rigoler avec eux. Il sera retenu en otage par Faith Seed.
- L'officier Hudson : La coéquipière de l'Officier, elle est dotée d'une forte personnalité, elle sera retenue en otage par John Seed.
- L'officier Pratt : Le coéquipier de l'Officier, il est du genre à vite stresser rapidement, il sera retenu en otage par Jacob Seed et fera mine de rejoindre ses rangs.
- Richard "Dutch" Roosvelt (VF : Bernard Métraux) : Un ancien habitant qui sauve l'Officier de Joseph et qui l'aide à monter une résistance, il possède un bunker sur une île lui appartenant.
- Pasteur Jérôme Jeffries (VF : Jean-Paul Pitolin) : C'est le pasteur de la ville de Fall's End, ancien combattant de la guerre du Golfe, il fut l'un des premiers à se lier d'amitié avec Joseph, et laissa ses rangs grossir, pensant que chacun est libre de choisir sa voie qui le mènera à Dieu, avant d’être trahi et d'échapper de peu à la mort.
- Mary May : La gérante du bar familial de la ville de Fall's End, ayant perdu, il y a peu, ses parents et dont le bar a été racheté par la secte, elle est prête à tout pour se venger et récupérer sa maison.
- Hurk Drubman Jr (VF : Cédric Dumond) : Un mec un peu à côté de la plaque, fou d'explosif, priant pour un « Roi des Singes » et vivant avec son père, Hulk Sr, qui apprécie peu sa présence. Ce personnage est apparu pour la première fois dans Far Cry 3 et Far Cry 4 sauf dans Far Cry Primal où c'était son ancêtre, Urki, qui apparaissait.
- Jess Black : Une jeune femme rebelle dont la famille a été tuée par un membre de la secte appelé « le Boucher », qui affama et tortura les enfants avant de tuer les parents pour les donner aux enfants qui les mangèrent. C'est la nièce de Dutch.
- Adelaide Drubman (VF : Odile Schmitt) : La mère de Hurk et femme divorcée de Hulk Sr, qui adore parler d'elle, elle possède un hélicoptère qu'elle utilisait pour des sorties avec des amies, avant qu'elles n'entrent dans la secte, bannie de sa propre maison, elle est depuis plus que remontée pour prendre sa revanche.
- Sharky Boshaw (VF : Vincent Ropion) : De son vrai nom, Charlemagne Voctor Boshaw VI, c'est un pyromane en série qui préfère le terme d'"Adepte du feu", ayant un passé plutôt mitigé avec la loi. La secte essaya de l’enrôler mais il refusa lorsqu'il apprit que cela voulait dire violence et lavage de cerveau, et c'est à partir de là qu'il décidera de combattre la secte.
- Nick Rye (VF : Benjamin Penamaria) : Un habitant de Holland Valley, marié et sur le point d’être père, possédant un hydravion et la seule piste de la région. Il descend d'une lignée de vétéran de l'air, son grand-père ayant participé à la Seconde Guerre mondiale. Réticent à l'idée de combattre, il décide de prendre part à la résistance.
- Grace Armstrong (VF : Émilie Duchênoy) : Une tireuse d'élite professionnelle qui servit plusieurs fois en Afghanistan et médaillée de bronze aux Jeux Olympiques. Elle ne crut pas, dans un premier temps, à la secte mais changea d'opinion lorsque son père fut tué pour le réquisitionnement (leur champ de tir fut réquisitionné par la secte). Elle enterra son père pour partir ensuite à la chasse aux fidèles.
- Eli Palmer : Le chef des Whitetails et ennemi numéro 1 de Jacob Seed.
- Willis Huntley : L'agent de la CIA, déjà apparu dans Far Cry 3 et 4.

### Les experts
- Boomer : Un ancien chien de concours régional à la retraite, mascotte à la ferme de citrouilles de Rae-Rae, que l'officier récupère après que ses maîtres aient été tués, il peut localiser les ennemis et ramène des armes d'ennemis.
- Pêpêche : Une femelle couguar apprivoisée, appartenant à mademoiselle Mable, elle peut faire des exécutions silencieuses.
- Cheeseburger : Un grizzli apprivoisé, originaire d'un refuge pour animaux pris par la secte pour dresser les loups "juges", il fut recueilli ourson par un homme du nom de Wade Fowler, qui le relâcha lorsque la secte s'empara du refuge. Il fait office de tank.

### Les antagonistes
- Joseph Seed (VF : Cyrille Monge) : L'antagoniste principal, il fut autrefois un homme normal avec une femme, bien que pauvre. Il menait ainsi une vie apathique dans un village du sud de la Géorgie. Peu après que sa femme eu donné naissance à une fille, elles eurent un accident de voiture et sa femme en mourut. Il crut que Dieu le testait et tua sa fille pour lui retirer toute souffrance. Après cela, Dieu l'aurait prévenu d'une future apocalypse et donné comme mission de "Sauver autant de gens que possible. Qu'ils veuillent être sauvés ou non". Joseph accueillit ainsi, les pauvres, les marginaux et les âmes perdues de la société avec qui il fonda la secte et s'implanta dans Hope County pour fonder le projet "Eden's Gate" et ainsi créer le "Nouvel Eden". Il dit n’être guidé que par la Voix et le Savoir.
- Faith Seed (VF : Cindy Lemineur) : La sœur adoptive de Joseph Seed, et l'une des trois Hérauts, appelée aussi "la Sirène". Elle est la voix de Joseph et utilise une drogue appelée la Grâce, un dérivé de la scopolamine, produite par une variété de brugmansias blanches, pour que les victimes tombent sous son emprise. Pour garder la congrégation dans un état de béatitude, elle possède des pouvoirs de contrôle mental et psychique sur ceux infectés par la Grâce. Elle contrôle la région de "l'Henbane River". Faith semble plus être un statut qu'une personne en elle-même. Dans le jeu, il est possible de trouver des documents montrant l'existence d'autres Faith qui auraient précédées celle présente dans Far Cry 5. Le véritable nom de Faith Seed serait Rachel Jessop.
- Jacob Seed (VF : Loïc Houdré) : Le grand frère de Joseph, et l'un des trois Hérauts, appelé aussi "le Soldat". Il est un ancien militaire tireur d'élite et a pour devise "La préparation dans la douleur". Il est le recruteur de la secte et a pour mission de protéger le projet Eden's Gate, et de conditionner ses victimes pour qu'elles n'aient plus qu'un objectif : tuer. Il utilise (probablement) la méthode du projet MK ultra à l'aide d'une musique "only you". D'après lui, il s'agirait d'un conditionnement classique, nos sens répondent à un ordre (un son, dans ce cas) dans le but de s'entraîner, tuer et sacrifier. Il souhaite forger en "abattant le troupeau" et "sacrifiant les faibles". C'est après une mission dans laquelle son coéquipier, Miller et lui se retrouvent coupés du monde pendant une longue durée dû à un crash, que Jacob (sous-entendu clair) se retrouve contraint de le dévorer pour survivre. Ils n'avaient ni accès à la radio, l'eau et la nourriture, et Jacob s'était rendu compte que son partenaire était devenu physiquement très faible, tandis que les loups commençaient à se rapprocher. C'est ainsi que Jacob rejoint son frère, dans l'optique de se donner un but malgré ses traumatismes qui le font se sentir "comme une arme sans utilité", il vouera donc sa vie à son frère n'accordant aucune importance à sa vie personnelle. Il dresse d'ailleurs des loups de combats qu'il appelle "les Juges" (ceux qui décident qui sont forts et qui sont faibles). Il contrôle la région de "Whitetail Mountains". Ses méthodes de tortures sont inspirés de ses traumatismes personnels (faim, soif, loups,contrainte à tuer un ami, même de manger de la viande humaine que notre personnage consommera sans s'en douter, ainsi que sans doute, les tortures mentales qu'il s'inflige à lui-même...). D'après Joseph, "Jacob était un combattant qui se battait notamment contre lui-même".
- John Seed (VF : Benjamin Pascal) : Le frère cadet de Joseph, et de Jacob et l'un des trois Hérauts, appelé anciennement "l'Inquisiteur" et "le baptiste". Il est le faucheur d'Eden's Gate et est chargé de récupérer les ressources vitales pour la secte, qu'elles soient immobilières ou humaines, et utilise la foi, l'intimidation et la violence pour parvenir à ses fins. Il a pour doctrine "Le pouvoir du Oui". Il contrôle la région de Holland Valley. Très bon avocat, il parvient facilement à réquisitionner les immeubles, les occupants étant contraint de lui céder. Jeune enfant battu, il a grandi dans le traumatisme qu'il exprimait par le masochisme, l'automutilation. Il utilise d'ailleurs ces techniques pour permettre à ses recrues d'expier leurs péchés "un péché se doit d'être visible pour être absout", affirme-t-il. Joseph tente tout de même de raisonner son petit frère en l'arrêtant lorsqu'il torture quelqu'un pour le plaisir, il considère que ça ne ferait que nourrir son péché et le mener à sa perte. Il sait que son frère est empli de traumatisme et tente de l'aider en le contrôlant à ce niveau-là. Il pense que John a du mal à voir l'amour qui l'entoure et ne peut s'arrêter de ressasser le passé en se blessant et blessant les autres. D'après Joseph : "j'ai eu deux visions de toi, l'une mourant jeune, l'autre mourant vieux, la seule différence est que tu avais su oublier le passé dans celle où tu mourrais âgé, fais en sorte d'avancer, je veux te voir vieillir, je t'aime, mon frère." (Ce message est audible, disponible dans le ranch des Seed dans la région de John).

À noter que tous les Seed expriment d'ailleurs leurs tortures de par leurs traumatismes et expériences personnels.

## Factions
- La Résistance : Principale Faction Protagoniste du jeu. Dirigée par le joueur, cette faction a pour but de libérer Hope County de la secte qui la contrôle.

- La Secte d'Eden's Gate : Principale Faction Antagoniste du jeu. Dirigée par Joseph Seed, cette faction tyrannise Hope County et ses habitants et combat la Résistance qui essaie de reprendre le contrôle.

## Système de jeu
Far Cry 5 est jouable en solo ou en coopération à deux joueurs.
Il est possible pour le joueur de créer et de personnaliser son personnage, piloter des aéronefs, des véhicules terrestres (muscle car, quad, camion, tout terrain...) et des véhicules navals, ainsi que recruter des mercenaires et des animaux pour combattre à ses côtés.
Un éditeur de cartes est disponible afin que les joueurs puissent créer leurs terrains de jeux.
Contrairement aux deux opus précédents, le personnage principal ne parle pas. Il n'y a pas non plus de mini-carte, remplacée par une boussole, et la carte du jeu se dévoile directement pendant l'exploration, abandonnant ainsi l'escalade des tours d'observation. Interroger les PNJ permet aussi de faire apparaître les points d'intérêt sur la carte.

## Développement
Comme les opus précédents, Far Cry 5 utilise le moteur graphique Dunia Engine.

### Promotion
Le premier teaser est dévoilé le 22 mai 2017, et le jeu présenté via une bande-annonce officielle le 26 mai 2017, dans laquelle la date de sortie est annoncée au 27 février 2018. Toutefois, la date de sortie est repoussée d'un mois, soit le 27 mars 2018,. La même journée, trois nouvelles bandes-annonces introduisent trois personnages du jeu (Nick Rye, Mary May et Pasteur Jerome).
Le jeu est au centre d'une polémique menée par l'extrême droite américaine qui accuse le jeu d'être « anti-blanc » et de véhiculer une « propagande antichrétienne ». Ubisoft dément les propos à travers un communiqué affirmant que Far Cry 5 présente avant tout une fiction s'inspirant de faits réels. Une pétition est lancée sur internet afin d'interdire la sortie du jeu,.
Les premières images du mode Far Cry Arcade sont communiqués par un trailer le 6 mars 2018. Par ce biais, les développeurs annoncent plus de 9 000 éléments pour la création de cartes, des cartes officielles créées par les développeurs ainsi que d'autres fonctionnalités[Lesquelles ?].

## Accueil
Le jeu reçoit un accueil « généralement favorable » selon l'agrégateur de critiques Metacritic.Nick Plessas de Electronic Gaming Monthly loue le design du monde ouvert et du personnage de Joseph Seed, mais déplore l'IA des personnages et le nouveau système de compétence.
Le jeu est nommé en 2018 aux Game Awards pour le titre du meilleur jeu d'action. La même année, il remporte le prix titanium au Fun and Serious Game Festival dans la même catégorie.
En mai 2020, Ubisoft annonce que le jeu s'est vendu a plus de 10 millions d'unités.